# Peintre principal en ordinaire
Le titre de Peintre principal en ordinaire ((en) Principal Painter in Ordinary) pour le roi ou la reine d'Angleterre ou, plus tard, la Grande-Bretagne, est attribué à un certain nombre d'artistes, presque tous principalement portraitistes. Il est différent de la fonction de Serjeant Painter et similaire à celle, antérieure, de « peintre du roi ». D'autres peintres, par exemple Nicholas Hilliard occupent des fonctions similaires sans le titre, qui semble avoir été utilisé d'abord pour Antoine van Dyck en 1632.
Ce qui suit est une liste partielle des peintres (par ordre chronologique) qui possèdent le titre de « peintre principal en ordinaire » du roi ou de la reine :

## Nés auXVIeouXVIIesiècle
- Antoine van Dyck (flamand, 1599-1641), peintre du roi Charles I et de sa reine, nommé en 1632, avec un revenu de 200 livres par an, plus le paiement des tableaux faits.
- Peter Lely (hollandais, 1618-1680), peintre du roi Charles II, nommé en 1661, également pour 200 livres par an.
- Godfrey Kneller (allemand, 1646-1723), peintre du roi Jacques Ier, nommé en 1680.
- William Kent (1685-1748), peintre du roi Georges Ier, nommé en 1723, essentiellement créateur de décorations intérieures.

## Nés auXVIIIesiècle
- John Shackleton (1714-1767) peintre des rois George II et George III.
- Allan Ramsay (1713-1784) peintre du roi Georges III de 1761 à 1784.
- Joshua Reynolds (1723-1792), peintre du roi Georges III.
- Thomas Lawrence (1760-1830) peintre des rois Georges III et Georges IV.
- David Wilkie (1785-1841) peintre du roi Guillaume IV et la reine Victoria.
- George Hayter (1792-1871), peintre de la reine Victoria de 1841 à 1871.

## Né auXIXesiècle
- James Sant (1820-1916), peintre de la reine Victoria de 1871 à 1901.

## Galerie d'autoportraits

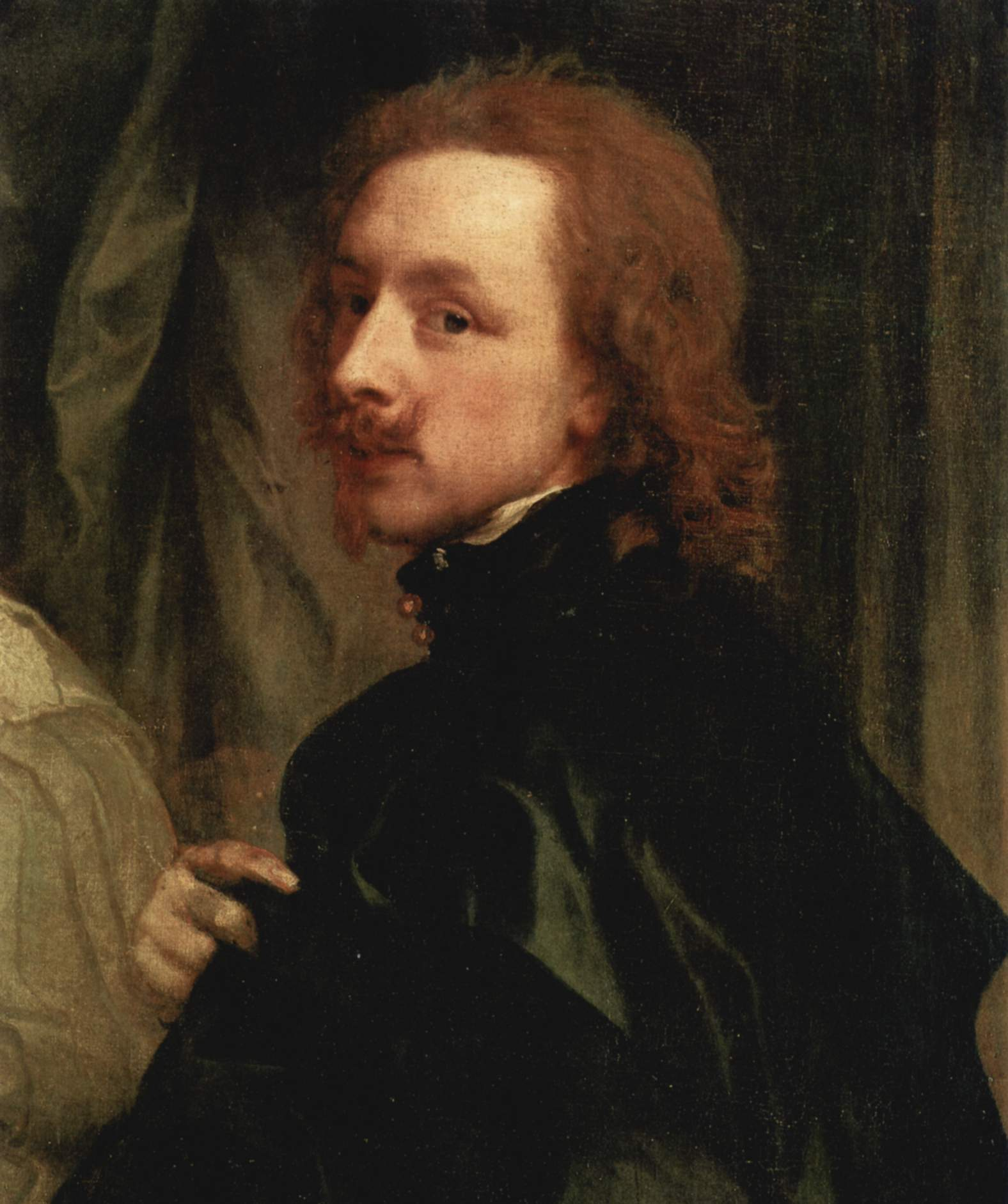
Autoportrait d'Antoine van Dyck (1623)
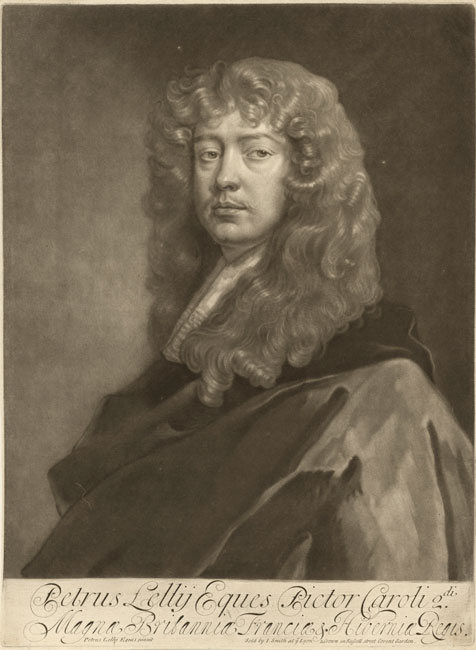
Peter Lely, mezzotinte à partir d'un autoportrait original (1684)
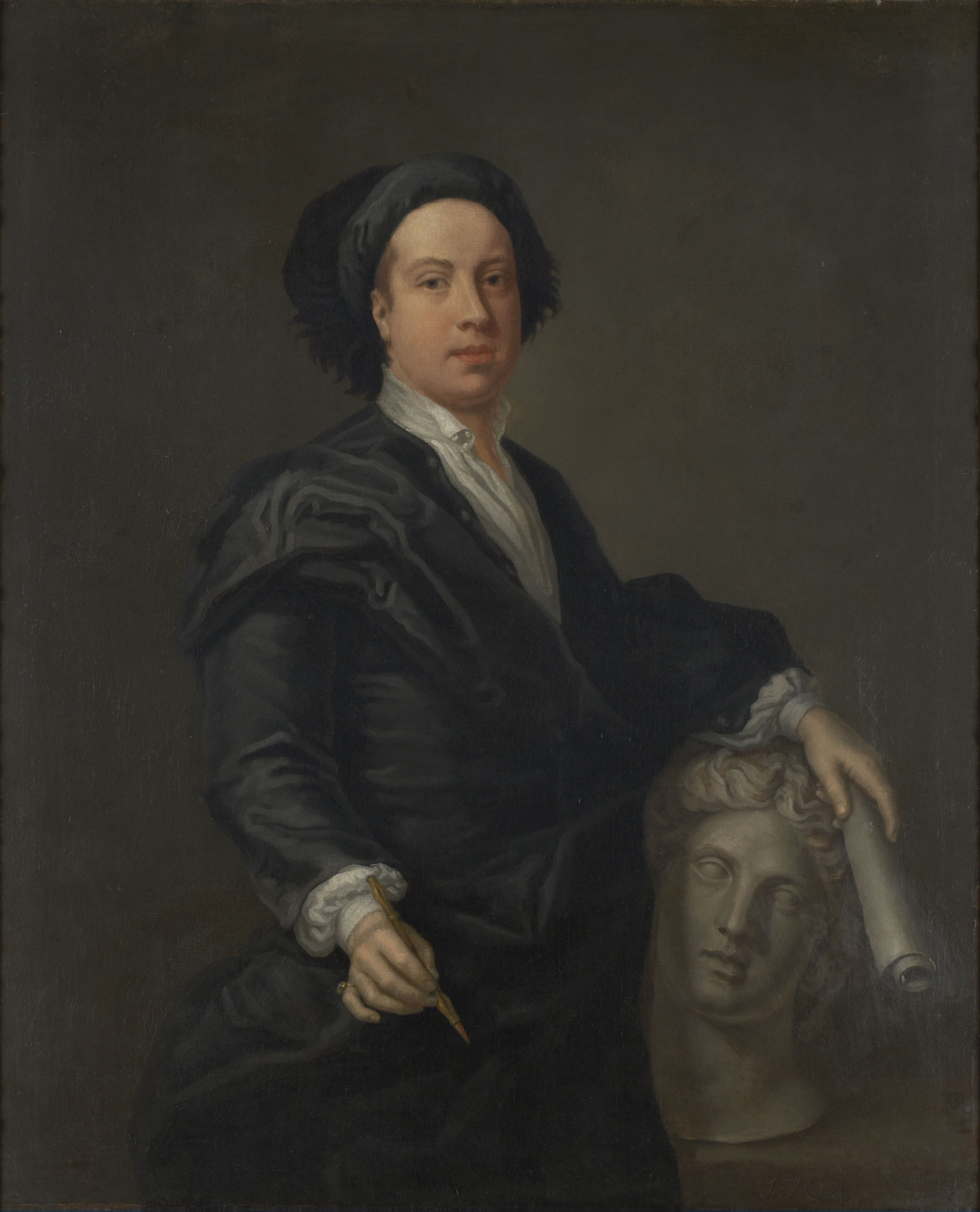
Autoportrait de William Kent
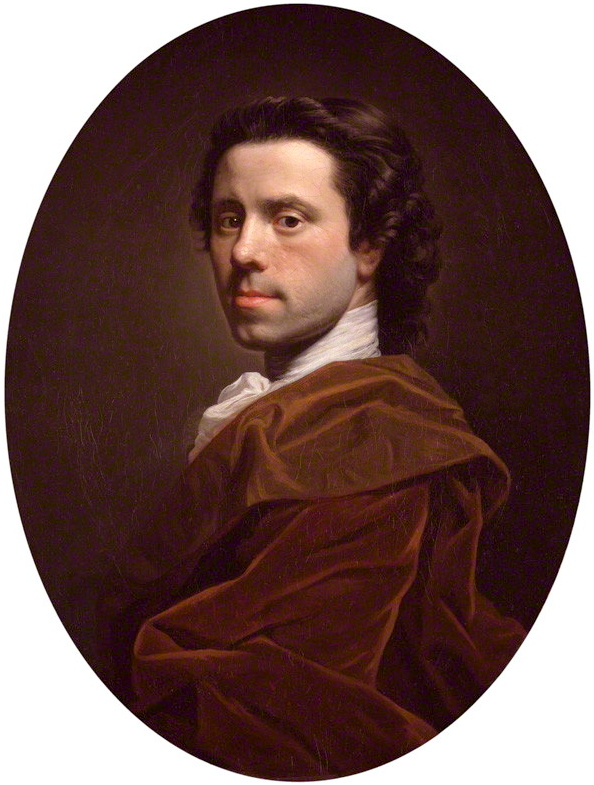
Autoportrait de Allan Ramsay (1737)
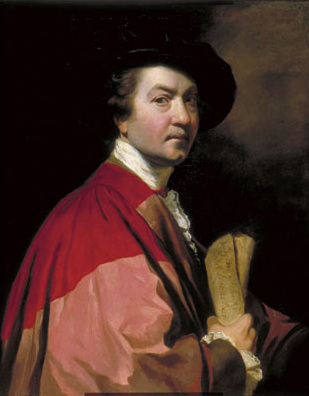
Autoportrait de Joshua Reynolds (1776)
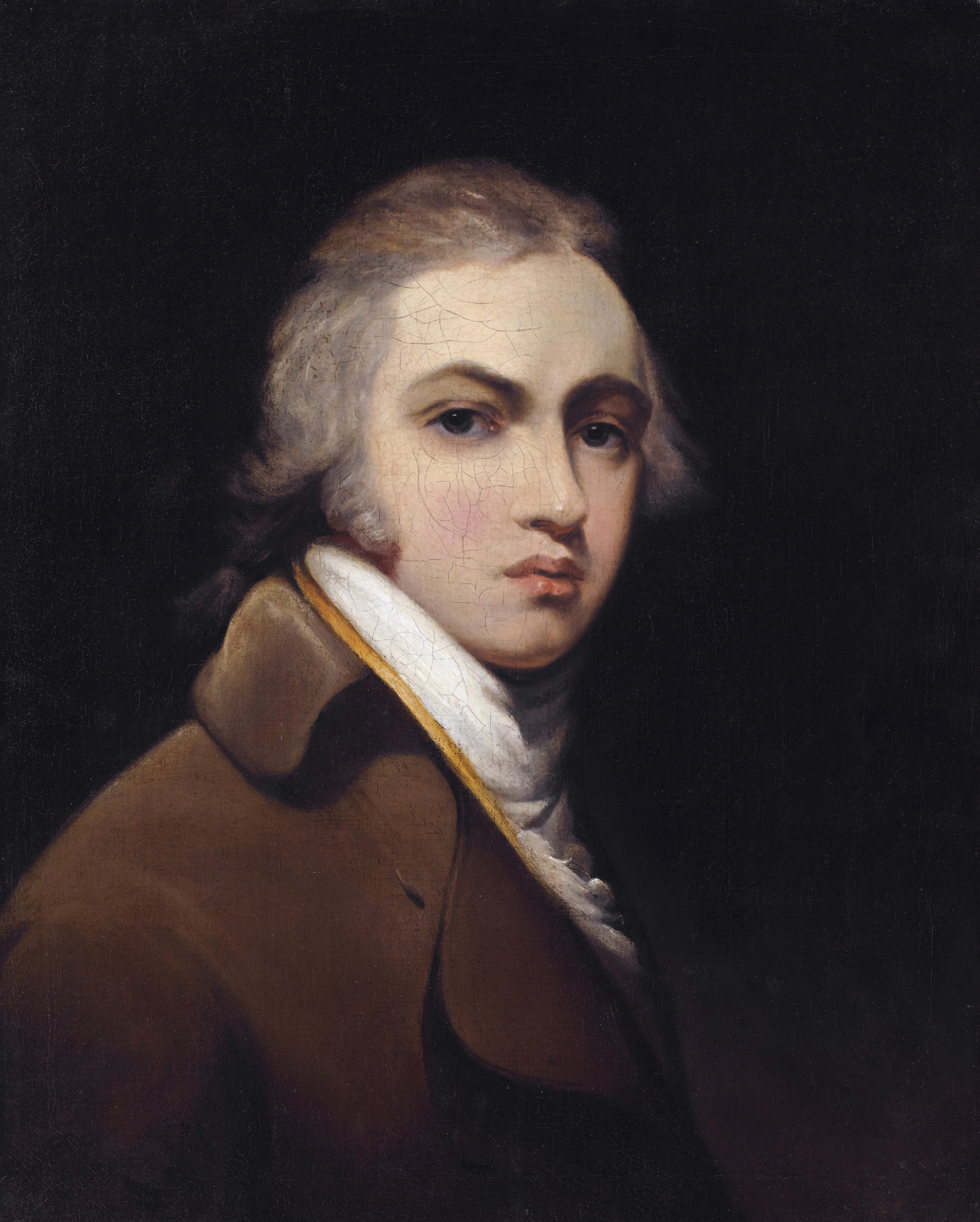
Autoportrait de Thomas Lawrence
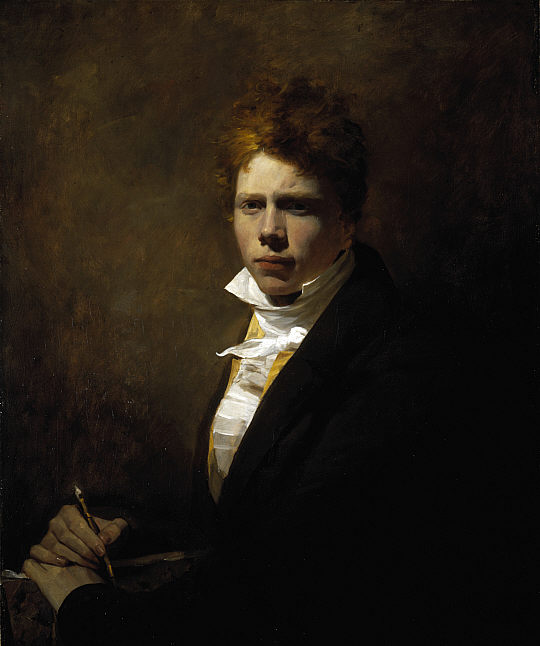
Autoportrait de David Wilkie
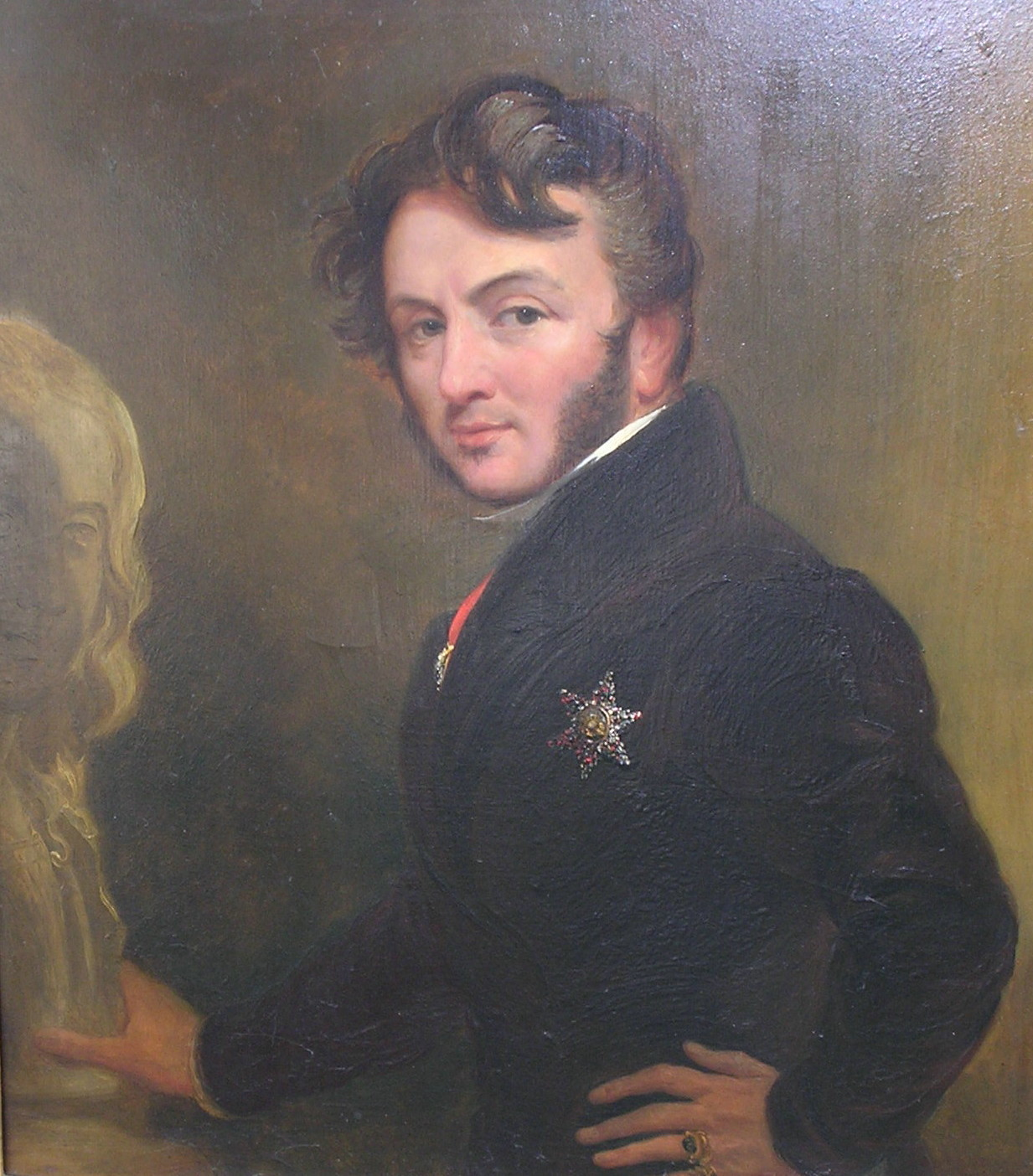
Autoportrait de George Hayter (1843)

## Titres similaires
Les autres postes créés comprennent celui de peintre de fleurs ordinaire (en), pendant le règne de la reine Adélaïde et de la reine Victoria, ainsi que ceux de peintre miniaturiste ordinaire et peintre ordinaire de marine.

## Source de la traduction
- (en) Cet article est partiellement ou en totalité issu de l’article de Wikipédia en anglais intitulé « Principal Painter in Ordinary » (voir la liste des auteurs).